# 斯图雷·斯托克
斯图雷·斯托克（瑞典語：Sture Stork，1930年7月25日—2002年3月27日），瑞典男子帆船运动员。他曾代表瑞典参加1956年和1964年夏季奥林匹克运动会帆船比赛，共获得一枚金牌和一枚银牌。